# اچ‌ام‌اس اسپاروهاوک (۱۸۵۶)
اچ‌ام‌اس اسپاروهاوک (۱۸۵۶) (به انگلیسی: HMS Sparrowhawk (1856)) یک کشتی بود که طول آن ۱۸۰ فوت (۵۴٫۹ متر) بود. این کشتی در سال ۱۸۵۶ ساخته شد.